# Леший (фильм, 1976)
«Леший» — советский короткометражный фильм 1976 года, снятый на киностудии «Таллинфильм» режиссёром Пеэтером Симмом.

## Сюжет
1941 год, война, Эстония под оккупацией нацистов. Старый лесник, за угрюмость прозванный Лешим, находит в лесу советского солдата-киргиза. Они не понимают языка друг друга, не доверяю друг другу. Психологическое напряжение в киноновелле создает неясный поведенческий мотив лесника — собирается ли он отвести солдата за линию фронта к своим, убить или доставить его немцам в обмен на награду?

## В ролях
- Вайно Вахинг — Леший
- Казбек Жусупов — советский солдат-киргиз

В эпизодах: Урмас Кибуспуу, Сулев Луйк, Сальме Рээк.

## О фильме
Дипломная ВГИКовская работа режиссёра Пеэтера Симма (мастерская А. Б. Столпера), также дипломная работа оператора Анатолия Лапшова.
В главной роли в этом психологическом фильме не актёр, а психиатр — Вайно Вахинг, в роли красноармейца-киргиза тоже не актёр, а студент ВГИКа будущий художник-постановщик Казбек Жусупов.